# 绘架座
繪架座（英語：Pictor）是一個位於南半天球的星座，在老人星和大麥哲倫星系之間。星座名稱拉丁語“Pictor”意為“畫家”，是以前拉丁語名“Equuleus Pictoris”（畫架）的縮寫。繪架座一般以畫架來代表，由修道士尼可拉·路易·拉卡伊於18世紀命名。繪架座內最亮的恆星是繪架座α，它是一顆距地球約97光年的白色主序星。繪架座內還有繪架座RR，這個激變變星系統於1925年爆發成新星，視星等最高時達1.2，隨後就逐漸化作黑暗。
繪架座因為它的第二亮星繪架座β而受到關注，該恆星距地球63.4光年，它被一個碳含量高的不尋常塵埃盤所包圍，而且還擁有一顆太陽系外行星。另外還發現繪架座內還有五顆擁有行星的恆星。其中一顆是HD 40307，它是一顆擁有六顆行星的橙矮星，它的其中一顆行星——HD 40307 g——有可能是適居帶上的超級地球。繪架座中最接近地球的恆星卡普坦星是一顆紅矮星，距地球12.76光年，於2014年發現了它擁有兩顆超級地球。繪架座A是一個電波星系，正從中心的超大質量黑洞射出長達80萬光年的等離子體噴流。2006年觀測到一股源自繪架座的伽瑪射線暴——GRB 060729——它極長的X射射線餘暉在之後差不多兩年還能被探測到。

## 歷史

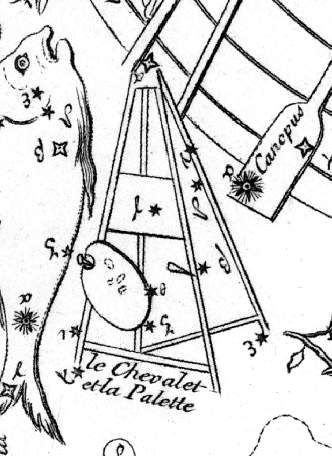
圖為約1756年的對繪架座早期描繪，當時名為“le Chevalet et la Palette”；右上方可見船底座（船的龍骨或船殼）的老人星。

法國天文學學家兼修道士尼可拉·路易·拉卡伊在好望角逗留兩年間觀察了1萬顆恒星並將它們分類以後，他最初於1756年以法語“le Chevalet et la Palette”（畫架與調色板）來描述繪架座。他在歐洲不能看見的南半天球未經測繪區域創立了14個新星座。除了一個以外都是以代表啟蒙時代的儀器來命名。他以拜耳命名法為這些星座的恆星命名，當中包括繪架座的10顆恒星，以α至ν命名他在1763年的星圖上以拉丁化的“Equuleus Pictorius”標籤繪架座，“Equuleus”一字意指小型馬，或畫架——也許是來自古代畫家用驢子來載畫架的緣故。德國天文學家約翰·波得則用另一個拉丁名“Pluteum Pictoris”來稱呼繪架座。這個名字於1845年被英國天文學家弗朗西斯·貝利在同胞約翰·赫歇爾爵士的提議下而將星座名稱縮減至現有的一個字。

## 總體特點
繪架座是一個細小的星座，北鄰天鴿座，東鄰船尾座和船底座，西北鄰雕具座，西南鄰劍魚座，南鄰飛魚座。國際天文聯會於1922年採納了繪架座的三字母簡寫為“Pic”。繪架座的正式邊界由比利時天文學家尤金·德爾波特於1930年劃分，形狀18邊的多邊形（見資料盒附圖）。這些邊界在赤道坐標系統位於赤經坐標04h 32.5m與06h 52.0m之間，赤緯坐標−42.79°與−64.15°之間。繪架座於下午9時經過上中天的日期是每年的3月17日。它位處南天半球較南方的位置，因此只有北緯26度線以南的觀察者才能看到整個星座，而在南緯35度線以南繪架座的部份更會成為拱極。

## 細節特徵

### 恆星

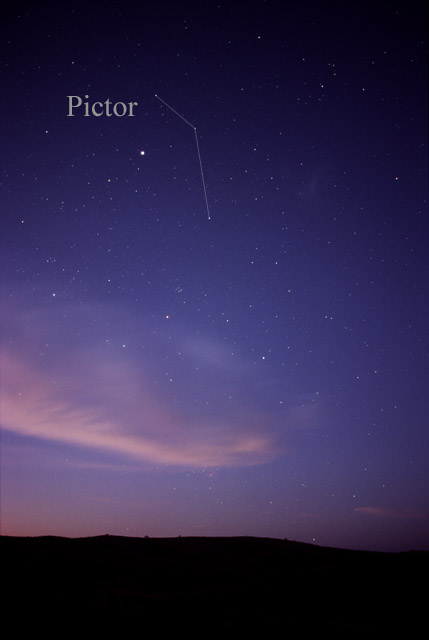
圖為肉眼可見的繪架座（在三顆主要恆星間加了連結的線）。繪架座旁的亮星就是老人星。

繪架座是一個黯淡的星座；它最亮的三顆恒星都位於顯著的老人星的附近。在繪架座的邊界內共有49顆視星等亮於或等於6.5的恆星。距地球97光年繪架座α（中名金魚增一）是繪架座內最亮的恆星；它是一顆視星等為3.3的白色主序星，光譜型為A8VnkA6。這顆恆星正在高速自轉，估計投影速度為每秒206公里，它有一個由星周氣體構成的殼層。繪架座β （中名老人增四）是另一顆白色主序星，光譜型為A6V，視星等3.86，距地球63.4光年。它是繪架座β移動星群的成員之一，該星群共有17個恆星系統，它們在太空中一同運動，年齡都在1千2百萬歲左右。繪架座β在1984年成為最早被發現擁有岩屑盤的恆星。之後還發現了它擁有一顆質量為木星8倍的太陽系外行星，這顆行星的公轉軌道半徑約為8天文單位，與太陽及土星間的距離差不多。歐洲南方天文台於2009年末透過甚大望遠鏡的直接觀測確認了這顆行星的存在。

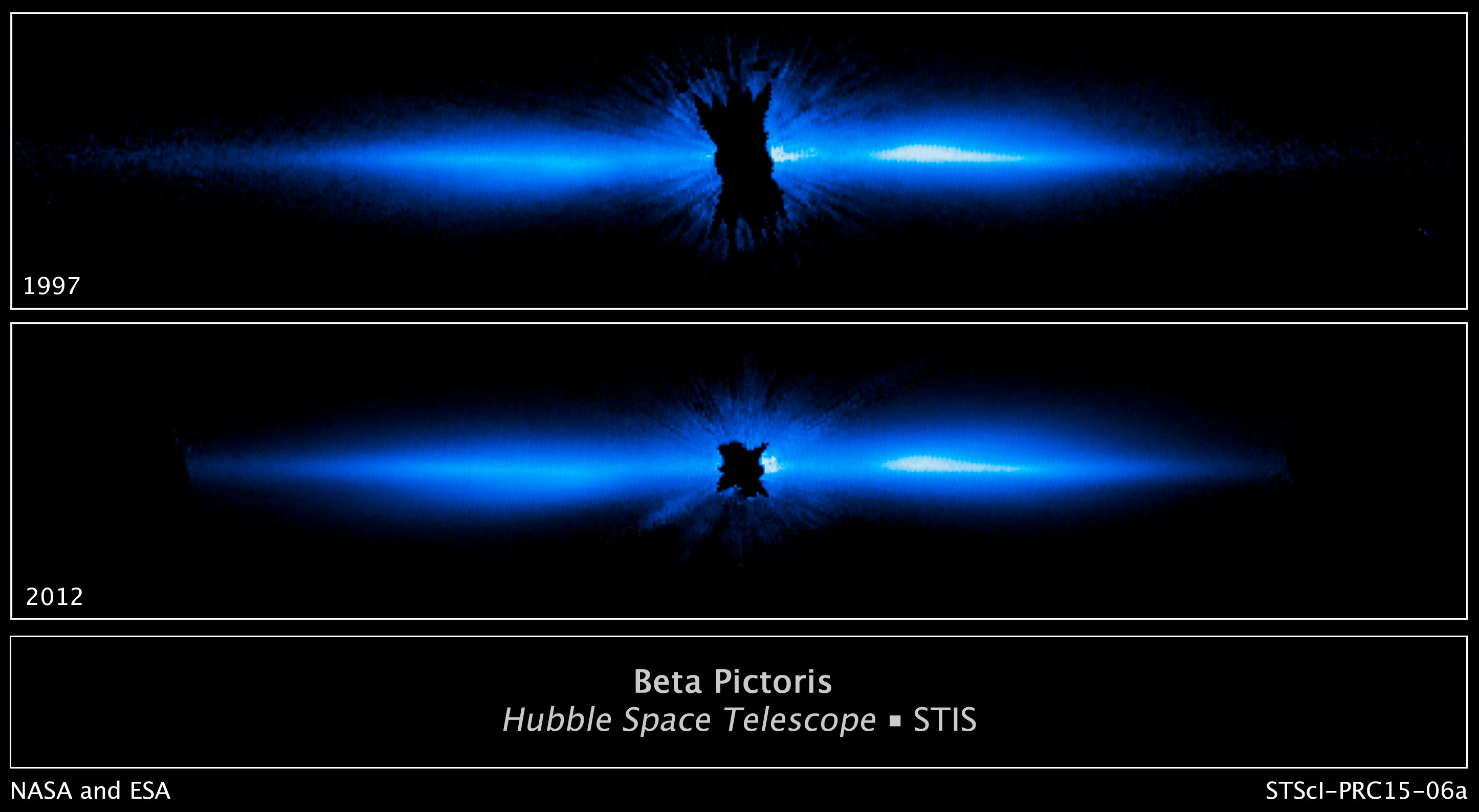
繪架座β的比較。

繪架座γ是一顆光譜型為K1III的橘色巨星，膨脹至太陽直經的1.4倍。它的視星等4.5，距地球174光年。被本傑明·阿普索普·古爾德稱為繪架座47的HD 42540是一顆稍冷的橘色巨星，光譜型為K2.5III，平均視星等為5.04。它也曾被懷疑是一顆變星。拉卡伊誤把它命名為劍魚座μ，但卻在記錄時把赤經寫少了一時角。拉卡伊把兩顆相鄰的恆星命名為繪架座η。繪架座η²（又名HR 1663）是一顆光譜型為K5III的橘色巨星，其視星等為5.05。它距地球474光年，直徑為太陽的5.6倍。繪架座η¹（又名HR 1649）距地球85光年，是一顆光譜型為F5V的主序星，其視星等為5.38。它是一個聯星系統，伴星的視星等為13；系統內兩顆恆星相隔11角分。
距地球1,298光年的繪架座δ是一組天琴座β型的互食雙星。這個系統由兩顆藍色的恆星組成，它們的光譜型分別是B3III和O9V，公轉週期為1.67天，視星等能由4.65降至4.9。由於兩顆恆星都被互相的重力扭曲，因此它們都是橢圓形的。繪架座TV是一組的光譜聯星系統，由一顆A型星和一顆F型星組成，兩顆恆星以非常靠近彼此的軌道環繞對方。其中F型星的形狀是橢圓形，而且自身的亮度也有變化。它的視星等變化範圍為7.37至7.53，變化週期為20小時。
除β以外，已知繪架座還有另外5顆擁有行星系統的恆星。繪架座AB是一顆天龍座BY型變星，環繞它的天體於2005年由直接觀測所發現，不是大型行星就是棕矮星。HD 40307是一顆光譜型為K2.5V的橘色主序星，視星等為7.17，距地球約42光年。由高精度徑向速度行星搜索器（HARPS）所得的都卜勒光譜指出HD 40307共有六個超級地球，其中一個HD 40307 g位處適居帶內，而且未與恆星接近到會出現潮汐鎖定（即同一面一直面向恆星），這點跟同一個系統內的其他行星不一樣，也跟其他軌道離母星接近的行星不一樣。HD 41004是一個複雜的聯星系統，離地球139光年。主要是一顆光譜型為K1V的橘色矮星，它有一顆質量約為木星2.65倍的行星，每963天環繞恆星一圈，而伴星則是一顆光譜型為M2V的紅矮星，有一顆質量最少為木星19倍的棕矮星環繞它運行。以上兩個伴天體都是由萊昂哈德·歐拉望遠鏡的CORALIE攝譜儀都卜勒光譜所發現，發現年份分別是2004年及2002年。卡普坦星是附近的一顆紅矮星，距地球12.78光年，其視星等為8.8。它是全天自行第二高的恆星，僅次於巴納德星。它環繞銀河系的方向與大部份恆星相反，這是因為它可能是由矮星系併入銀河系而成的，而合併的主要遺跡就是球狀星團半人馬座ω。對卡普坦星攝譜的都卜勒差異的2014年分析顯示它擁有兩個超級地球——卡普坦b和卡普坦c。卡普坦b是已知年紀最大的可能適居行星，年齡估計可能有110億歲。
繪架座RR位處繪架座α西南方1.5度的地方，這激變變星於1925年6月9日爆發成新星，視星等在爆發時高達1.2。在亮度高峰的6個月後，它已經變得黯淡到肉眼看不見的地步，到1975年其視星等為12.5繪架座RR是一個很緊密的聯星系統，主星為一顆白矮星，它與伴星每3.48小時環繞對方一次——它們的軌道是如此的緊密，以致於伴星的洛希瓣被星系材料充滿，之後這些材料就被轉移到主星的吸積盤去。當這些材料到達臨界質量，它會引爆然後整個系統變得極其光亮。由軌道速度的計算得知以伴星的大小來說它的密度未足以讓它留在主序，因此它必須在耗盡氫燃料前就已經開始膨脹和冷卻。繪架座RR估計距地球約1千3百光年。

### 深空天體

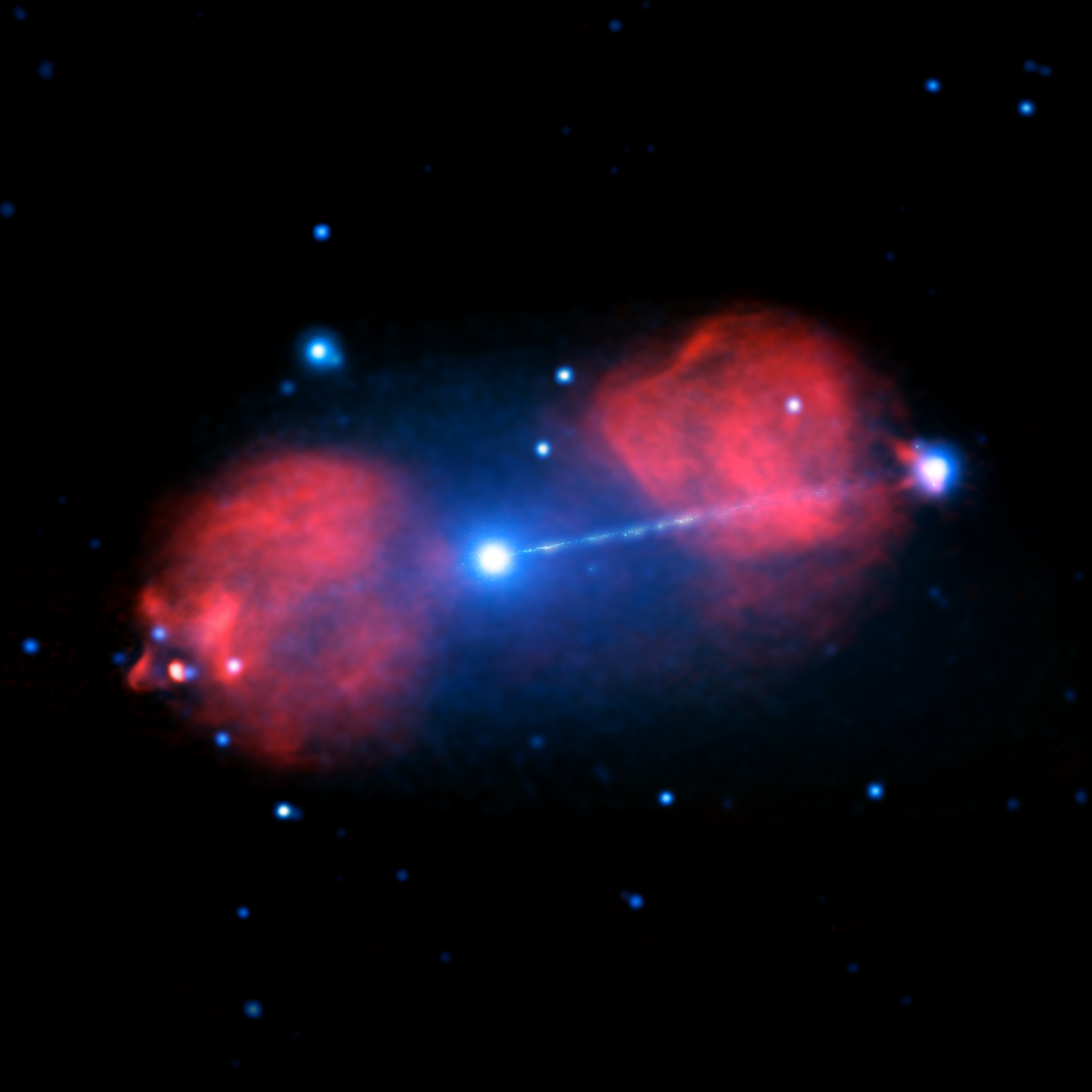
圖為從繪架座A的左右兩瓣和從之噴出的等離子體噴流，此圖片是由錢德拉X射線天文台的X射線圖像（藍色）及澳大利亞望遠鏡緻密陣列的無線電波圖像合成的。

NGC 1705是一個距地球1千7百萬光年的不規則矮星系。雖然它的恆星形成速度高峰期已經過去了3千萬年，但它仍然附近宇宙恆星形成過程最活躍的星系之一。距地球約4億8千5百萬光年的繪架座A是一個雙瓣電波星系，同時也是南半天球一個強力的無線電波來源。一條相對論性噴流從星系中央的超大質量黑洞射出，通向80萬光年遠的X射線熱點。SPT-CL J0546-5345是一個巨型的星系團，距地球70億光年，質量約相等於8萬億個太陽。
GRB 060729是一股伽瑪射線暴，最初在2006年7月29日被觀測到。 它跟Ic型超新星的訊號很像，而超新星就是核心坍塌後的重型恆星。它也因為有着異常長久的X射線餘暉而聞名，在最初事件發生後的642天（差不多兩年）都能被探測到。這個事件的發生地點離地球非常遙遠，其紅移為0.54。